# Пребачево
Пребачево (словен. Prebačevo) — поселення в общині Шенчур, Горенський регіон, Словенія. Висота над рівнем моря: 367,6 м.